# Agincourt (Schiff, 1914)
Die HMS Agincourt war ein britisches Schlachtschiff, das Anfang der 1910er Jahre für die brasilianische Marine unter dem Namen Rio de Janeiro gebaut worden war. Aus Kostengründen wurde sie im Januar 1914 an die türkische Marine weiterverkauft, die das Schiff in Sultan Osman-ı Evvel umbenannte. Kurz nach Beginn des Ersten Weltkrieges wurde sie als Prisenschiff von der Royal Navy gekapert. Sie wurde anschließend in Agincourt umbenannt und der Grand Fleet zugeteilt.

## Geschichte
Das Schiff war 1910 von der brasilianischen Regierung bei der britischen Werft Armstrong Whitworth in Newcastle upon Tyne in Auftrag gegeben worden. Dort wurde es im November 1911 auf Kiel gelegt und am 22. Januar 1913 als Rio de Janeiro vom Stapel gelassen. Bereits die ersten beiden brasilianischen Schlachtschiffe der Minas-Geraes-Klasse waren auf britischen Werften gebaut worden. Mit dem Schiff sollte die brasilianische Überlegenheit gegenüber Argentinien gewahrt bleiben, für das im selben Jahr zwei Dreadnoughts der Rivadavia-Klasse auf US-amerikanischen Werften begonnen wurden. Sie sollte auch der chilenischen Almirante-Latorre-Klasse ebenbürtig sein.
Ende 1913 bot Brasilien das unfertige Schiff zum Verkauf an, da inzwischen der Markt für Naturkautschuk zusammengebrochen war und man davon ausging, das Schiff nicht bezahlen zu können. Das Schiff wurde am 9. Januar 1914 für einen Preis von 2,75 Mio. Pfund von der osmanischen Marine übernommen und unter dem Namen Sultan Osman I. fertiggestellt.
Bereits bei seiner Indienststellung galt das Schiff aus Sicht der Royal Navy als überholt. Das Kaliber der Hauptbewaffnung war zu klein, die Panzerung zu schwach und die Zahl der wasserdicht abschließbaren Abteilungen zu gering. Wegen der vielen Decksdurchbrüche für die Türme, der vielen Magazine und der ungewöhnlichen, auf die Hierarchie in der brasilianischen Marine zugeschnittenen Innenausstattung galt das Design der Agincourt als ziemlich unglücklich. Für die von den Brasilianern gewünschten luxuriösen Offiziersmessen erhielt sie den Spitznamen „Gin Palace“.
Die Beschlagnahme der beiden osmanischen Schlachtschiffe durch die Briten trug maßgeblich zu der Entscheidung der deutschen Regierung bei, die Goeben und Breslau dem Osmanischen Reich zur Verfügung zu stellen. Dies wiederum beschleunigte den Eintritt des Osmanischen Reichs in den Ersten Weltkrieg auf Seiten der Mittelmächte.

### Erster Weltkrieg
Am 7. September 1914 wurde die Agincourt  dem 4. Schlachtgeschwader der Grand Fleet zugeteilt. Wegen Berichten über U-Boote in der Nähe von Scapa Flow entschied der Oberbefehlshaber der Grand Fleet, Admiral John Jellicoe, dass die dortigen Verteidigungsanlagen unzureichend waren und ließ am 16. Oktober den Großteil der Grand Fleet nach Lough Swilly in Irland verlegen. Später bildete sie gemeinsam mit Marlborough, Revenge und Hercules die 6. Division des 1. Schlachtgeschwaders, mit der sie an der Skagerrakschlacht teilnahm. In der Schlacht eröffnete sie als eines der ersten Schiffe der Hauptstreitmacht Jellicoes das Feuer auf die deutsche Hochseeflotte. Die Agincourt erhielt keine Treffer und erlitt keine Verluste. Im Laufe der Schlacht feuerte sie mehrere komplette Breitseiten einschließlich der Mittelartillerie – es hatte zuvor Gerüchte gegeben, dass das Schiff bei einem solchen Versuch kentern oder auseinanderreißen würde. Ein britischer Zerstörerkommandant kommentierte diesen Anblick mit den Worten: “It was awe-inspiring, looking like a battlecruiser blowing up!” (deutsch: „Es war beeindruckend, es sah aus wie die Explosion eines Schlachtkreuzers!“).

### Verbleib
Im März 1919 wurde die Agincourt der Reserve in Rosyth zugeteilt. Die Royal Navy bot den Brasilianern an, das Schiff zurückzukaufen, nachdem die Navy auf eigene Kosten diverse Modernisierungen durchgeführt hatte. Die brasilianische Regierung lehnte 1921 ab. Im April 1921 wurde das Schiff von der Marineliste gestrichen und bis November für verschiedene Tests verwendet.
Während dieser Zeit wurde beschlossen, die Agincourt in eine mobile Marinebasis umzubauen. Daher wurde sie am 21. November wieder in Dienst gestellt. Fünf der sieben Türme sollten dafür entfernt und ihre Magazine zur Lagerung von Munition verwendet werden. Mit dem Abschluss des Washingtoner Flottenabkommens im Februar 1922 wurde der Plan gestoppt, woraufhin die Agincourt am 7. April abgemustert und am 22. Januar für 25.000 Pfund an John Archibald Purves zum Abwracken verkauft wurde.

## Technik
Das Schiff hatte eine Gesamtlänge von 204,70 m, eine Breite von 27,10 m und einen Tiefgang von 9,10 m. Die Verdrängung lag zwischen 27.941 t und 30.735 t.

### Antrieb
Die Agincourt war mit vier Parsonsturbinen mit Direktantrieb  ausgestattet, die jeweils eine Welle antrieben und insgesamt 34.000 PS (25.007 kW) entwickelten, mit der sie eine Höchstgeschwindigkeit von 22 Knoten (41 km/h) erreichte. Der Dampf wurde von 22 Babcock-Wilcox-Wasserrohrkesseln geliefert. Das Schiff konnte maximal 3.251 t Kohle bzw. 630 t Heizöl mitführen, was ihm bei 10 Knoten (19 km/h) eine Reichweite von 4.500 Seemeilen (8.334 km) ermöglichte. Die Besatzung des Schiffes bestand aus 1115 Offizieren und Mannschaften.

### Bewaffnung
Die Hauptbewaffnung bestand aus vierzehn 305-mm-Geschützen in Zwillingstürmen, von denen sich zwei vor, zwei zwischen und drei hinter den Aufbauten befanden. Die Sekundärbewaffnung bestand aus zwanzig 152 mm Kanonen in Kasematten auf dem Oberdeck und in den Aufbauten. Zur Verteidigung gegen Torpedoboote waren zehn 76 mm Schnellfeuergeschütze installiert. Außerdem hatte das Schiff drei Torpedorohre, eines auf jeder Breitseite und das dritte im Heck.

### Panzerung
Die Agincourt hatte einen 229 mm dicken Panzergürtel. Er verlief etwa über 111 m von der vorderen „Monday“-Barbette bis zur Mitte der „Friday“-Barbette. Davor betrug die Dicke des Panzergürtels auf einer Länge von 15,20 m 152 mm, bevor sie sich bis zum Bug auf 102 mm verjüngte. Nach achtern verringerte sich die Dicke des Gürtels auf einer Länge von 9,10 m ebenfalls auf 152 mm und weiter achtern auf 102 mm, wo er in einem Querschott endete. Darüber verlief ein 152 mm dicker Plankengang, der sich vom Hauptdeck bis zum Oberdeck erstreckte. Er verlief von der Barbette „Monday“ bis zur Barbette „Thursday“. Die Agincourt hatte vier gepanzerte Decks, mit einer Dicke von 25 – 64 mm.
Die Barbettenpanzerung war oberhalb des Oberdecks 229 mm dick, verringerte sich zwischen Ober- und Hauptdeck aber auf 76 mm. Unterhalb des Hauptdecks hatten die Barbetten bis auf „Sunday“, „Thursday“ und „Saturday“ überhaupt keine Panzerung. Die Panzerung der Geschütztürme war an der Front 304 mm, an den Seiten 203 mm und hinten 254 mm dick. Das Dach war 76 mm dick. Die Kasematten für die Sekundärbewaffnung waren durch eine 152 mm dicke Panzerung geschützt. Der Kommandoturm war rundherum mit 304 mm Panzerung geschützt und hatte ein 101 mm dickes Dach. Der hintere Kommandoturm war rundherum mit 229 mm gepanzert und hatte ein 76 mm dickes Panzerdach.